# Terceiro Ato de Sucessão
O Terceiro Ato de Sucessão foi aprovada pelo Parlamento da Inglaterra, em Julho de 1543, durante o reinado de Henrique VIII de Inglaterra. 
A lei voltou a incluir tanto a Princesa Maria como a Princesa Isabel, estando em primeiro lugar na linha da sucessão o Príncipe Eduardo. A lei foi formalmente intitulado como Ato de Sucessão à Coroa de 1543 (em inglês: Succession to the Crown Act 1543; 35 Hen. VIII c.1), ou Ato de Sucessão de 1543 (em inglês: Act of Succession 1543), sendo muitas vezes incorrectamente datado de 1544. A lei substituiu o Primeiro Ato de Sucessão e o Segundo Ato de Sucessão, deixando assim o Príncipe Eduardo como único herdeiro ao trono. Henrique colocou também as suas outras duas filhas, Maria e Isabel, na linha de sucessão, atrás de Eduardo, e quaisquer potenciais filhos, e os eventuais filhos de Henrique com a sua esposa Catarina Parr. 
Eduardo VI anulou a presente lei devido à nomeação de Lady Jane Grey como sua sucessora no lugar de Maria. No entanto, Lady Jane Grey foi banida do trono apenas 13 dias após a morte de Eduardo, levando Maria a subi-lo nos termos do Terceiro Ato de Sucessão.